# Luis Revilla
Luis Revilla Herrero (La Paz, Bolivia; 22 de abril de 1972) es un abogado y político boliviano. Fue el alcalde de la ciudad de La Paz en dos ocasiones; la primera vez desde el 31 de mayo de 2010 hasta el 26 de diciembre de 2014 y la segunda vez desde 31 de mayo de 2015 hasta el 3 de mayo de 2021. Desde el 29 de enero de 2022 se declaró en la clandestinidad y como perseguido político.

## Biografía
Luis Revilla nació el 22 de abril de 1972 en la ciudad de La Paz. Revilla proviene de una familia de 4 hijos. Comenzó sus estudios escolares en 1978, en el Colegio Piloto Bolivia, saliendo bachiller el año 1989 del Colegio San Calixto de su ciudad natal. Continuó con sus estudios superiores, ingresando a la Facultad de Derecho de la Universidad Mayor de San Andrés (UMSA), titulándose como abogado de profesión el año 1995. 
El 14 de diciembre de 2013, Luis Revilla contrajo matrimonio con la presentadora de televisión cruceña de la Red ATB Maricruz Ribera.

## Vida política
Revilla es un político que representa a la centroizquierda progresista boliviana. Hizo aportes legislativos a nivel municipal en favor de diversas comunidades, colectivos urbanos y organizaciones sectoriales de La Paz.
Formó parte del partido izquierdista Movimiento sin Miedo, cuyo jefe y director fue el exalcalde Juan del Granado, incursionó sus estudios en la Universidad Mayor de San Andrés (UMSA) donde obtuvo su título profesional en Derecho. A mediados de la década 1990, Revilla entró a la política siendo aún muy joven para unirse con Juan del Granado. Cuando Juan del Granado ganó las elecciones municipales para alcalde el año 1999, Luis Revilla lo acompañó como concejal por dicho partido político.
Tras la alianza del Movimiento sin Miedo en 2006 con el partido del Movimiento al Socialismo (MAS) del presidente Evo Morales, ambos partidos políticos provocaron controversia rompiendo sus alianzas para convertirse en rivales el año 2009. 
En 2014, Revilla conformó su propia la agrupación ciudadana denominada Soberanía y Libertad (SOL), pero en  2015 tuvo que modificar la sigla, debido a que la agrupación Seguridad Orden y Libertad (SOL) de Santa Cruz, teniendo la misma sigla y color, reclamó y negó la otorgación de la personería jurídica a la agrupación de Revilla ante el Tribunal Electoral Departamental de La Paz, por lo que se modificó a Soberanía y Libertad para Bolivia (SOL.bo).

### Primera gestión
Tras ganar las elecciones municipales en 2010, asumió su primer mandato que culminó en 2015, renunciando a la alcaldía para volver a presentarse después. Durante el periodo de transición asumió el cargo el concejal Omar Rocha.

### Segunda gestión
Tras ganar las elecciones municipales del 29 de marzo de 2015 con un 60,7% de votos, asumió su segunda gestión que terminó el 3 de mayo de 2021.

## Gobierno transitorio de Bolivia
Durante el gobierno transitorio de Jeanine Añez, resultado de la crisis política surgida en Bolivia en 2019, Revilla, siendo alcalde de La Paz,  junto a otros políticos que habían sido oposición al gobierno precedente del MAS, expresó su apoyo al gobierno y a la candidatura de Añez para las elecciones de 2020. Tras ser invitado asumir la candidatura para la vicepresidencia de Bolivia en fórmula con Añez, finalmente declinó la invitación para concluir su gestión como alcalde de la ciudad de La Paz, cargo para el que había sido electo.

### Autodeclaración en clandestinidad por persecución política
Desde el 29 de enero de 2022, Luis Revilla se declaró en la clandestinidad como perseguido político. Esto sucedió luego de que fuera objeto de una acusación de malos manejos en la compra de los buses municipales Pumakatari y otros, por parte de activistas afines al gobierno del Movimiento al Socialismo. Revilla señaló que no existían las condiciones de confiabilidad suficientes en la justicia boliviana y optó por la clandestinidad.